# Cincinnati Comellos
Los Cincinnati Comellos fueron un equipo de baloncesto que jugó una temporada en la National Basketball League (NBL), competición antecesora de la actual NBA, con sede en la ciudad de Cincinnati (Ohio). Fue fundado en 1937. El equipo estaba patrocinado por Bob McConas, propietario de King Clothiers, y un promotor de Dayton, Jack Werst. El propietario del equipo, y por el que recibió el nombre, era Gus Comello.

## NBL
El equipo entró en la recién creada NBL con el nombre de Richmond King Clothiers, ubicado en Richmond (Indiana). Al ser esta una ciudad pequeña y con poco mercado para un fabricante de ropa, la franquicia tuvo que trasladarse a Cincinnati el 5 de enero de 1938 tras tres partidos jugados, donde el equipo no llegó a finalizar la temporada y firmó únicamente tres victorias en diez partidos. Los miembros del equipo fueron Earl Thomas, Norman Wagner, Gene Michling, Carl Austing, Joe Cruise, Loren Wright y Ken Jordan. Los Comellos fueron uno de los seis equipos que desaparecieron esa temporada.

### Trayectoria
Nota: G: Partidos ganados P:Partidos perdidos 
| Temporada | Liga | G | P | %    | Posición | División       | Play-offs                |
| --------- | ---- | - | - | ---- | -------- | -------------- | ------------------------ |
| 1937-38   | NBL  | 3 | 7 | .300 | 5º       | División Oeste | No finalizó la temporada |